# Берег Норденшёльда
Берег Норденшельда (64° 30' ю.ш. 60° 30' з.д.) — расположено на Антарктическом полуострове, на Земле Грейама, которая является верхней частью полуострова. Полуостров представляет собой тонкий длинный ледяной щит с горной цепью в альпийском стиле. Побережье состоит из 15-метровых ледяных скал с шельфовыми ледниками.
Берег Норденшельда открыт Отто Норденшельдом, шведским исследователем и географом, и Карлом Антоном Ларсеном, норвежским исследователем и китобоем, во время шведской антарктической экспедиции в 1901–1904 годах. Название предложено Эдвином Свифтом Балчем в 1909 году, который участвовал в Антарктической выставке вместе с доктором Норденшельдом.
Берег Норденшельда простирается на 50 миль с запада на юго-запад от мыса Тоска до залива Дригальский и мыса Прощание, а побережье Оскара II расположено на юге. Берег Норденшельда обращено к морю Уэдделла в верхней части антарктического континента. Тонкость Антарктического полуострова и его северное расположение делают его подверженным изменениям из-за глобального потепления. Длина и толщина ледяного щита, соединенного с побережьем Норденшельда, отслеживаются, чтобы отслеживать изменения климата. Шельфовые ледники, называемые шельфами Ларсена, расположенные на восточной стороне полуострова, в последние годы значительно сократились. Шельфовый ледник Ларсен А, который простирался от берега Норденшельда, распался в 1995 году. В настоящее время на берегу Норденшельда осталось всего несколько небольших ледяных шапок.

## Открытие
Отто Норденшёльд и экспедиция покинули Швецию 16 сентября 1901 года, чтобы исследовать Антарктиду и Антарктический полуостров. Они путешествовали на лодке под названием «Антарктика». В 1902 году группа провела месяц, посвященный морскому путешествию, затем обосновалась на острове под названием Сноу-Хилл, расположенном у полуострова Тринити, рядом с побережьем Норденшельда в верхней части Антарктического полуострова. Из-за суровых погодных условий и потери необходимого транспорта, когда их лодка затонула, экспедиция не могла исследовать побережье Антарктического полуострова до весны следующего года.
Норденшельд обнаружил, что антарктический климат является ледниковым по сравнению с континентальным или морским. Экспедиция нашла новую информацию о геологическом строении Антарктического полуострова, объясняющую, как образовались формы рельефа. Они открыли ископаемых пород, отложившихся в меловой и третичный периоды. Было обнаружено, что этот район представляет собой кордильерский пояс складчатых пластов, перекрытых осадочными породами и вулканическими пластами мезозойского периода. Это открытие, сделанное во время экспедиции 1901 года, побудило ученых Далзила и Эллиота (1971, 1973) к дальнейшему развитию теории субдукции коры Тихого океана под западную окраину континента.

## Геология
Берег Норденшельда расположен в восточной части Земли Грейама, в верхней части Антарктического полуострова. Антарктический полуостров подвергся интенсивному дуговому магнетизму, восходящему к юрскому периоду. Местный фундамент магматической дуги состоит из сланцевых образований Грейуэйк и метаосадочных толщ, простирающихся до частей полуострова Тринити, расположенных рядом с берегом Норденшельда. Метаморфические породы можно найти на границе мезозойско-кайнозойской магматической дуги.
Антарктида когда-то была частью суперконтинента Гондвана. Формация Норденшельд между мысом Лонгинг и мысом Собрал состоит из верхнеюрско-нижнемеловых бескислородных аргиллитов и пепла, выпавшего из атмосферы. Существует вероятность образования сдвигов, основанная на признаках деформации, обезвоживания и литификации. Период деформации пришелся на титонские времена и даёт ещё одно свидетельство границы плит, вызванной распадом Гондваны вдоль восточного полуострова. Формация Норденшельд пережила значительный период захоронения до миоценового времени, что привело к поднятию и блокированию разломов, снова обнажив этот район.
Между мысом Тоска и мысом Собрал формация Норденшельд имеет толщину около 450 см. Для него характерны залежи пепла и аргиллиты, богатые радиоляриями, на глубине около 580 м. Сообщения о новых видах кальцисфер, микроорганизмов, которые позволяют ученым определить время и место в связи с распадом Гондваны, обнаруженных в формации Норденшельд, ранее проступали в Индонезии и Аргентине. Это предполагает связь между обоими регионами и предоставляет информацию о континенте Гондвана.

## Физическая география
Район берега Норденшельда имеет особенно крутые склоны побережья с высокими покрытыми льдом плато. Мыс Собрал находится в 12 милях от мыса Тоски. Это высокая каменная плита, возвышающаяся над водой и частично свободная от снега. За мысом Собрал находится глубокий фьорд, окруженный ледниками, простирающийся до полуострова Пальмье. Залив Ларсен, расположенный между мысом Собрал и мысом Тоска, также имеет фьорд посреди береговой линии. Мыс Рут — это район высоких пиков, который ведет к восточному входу в Дрыгальский залив. Фьорд за мысом Рут образует вершину залива Дрыгласки.
Есть свидетельства существования границы плит на восточной окраине полуострова во время распада Гондваны. Сдвиговая формация, обнаруженная Уитхэмом и Стори в 1989 году, доказывает положение этой границы, а также распространение региона моря Уэдделла у Антарктического полуострова и переход от мелкозернистых бескислородных к крупнообломочным отложениям.
Антарктический полуостров представлял собой активную вулканическую дугу между поздней юрой и третичным периодом, образовавшуюся в результате субдукции на юго-восток коры Панталасса, суперокеана, окружавшего суперконтинент Пангею. Выводы калий-аргонового или K-Ar датирования, измеряющего продукт радиоактивного распада изотопа для определения периода времени, из сланцев, выстилающих берег Норденшельда, показали, что метаморфическое событие, процесс нагрева и охлаждения отложения, которые в конечном итоге изменяют свой состав, произошли примерно в пермское время, оценив его пик в 245-250 миллионов лет назад.

## Климат и изменение климата

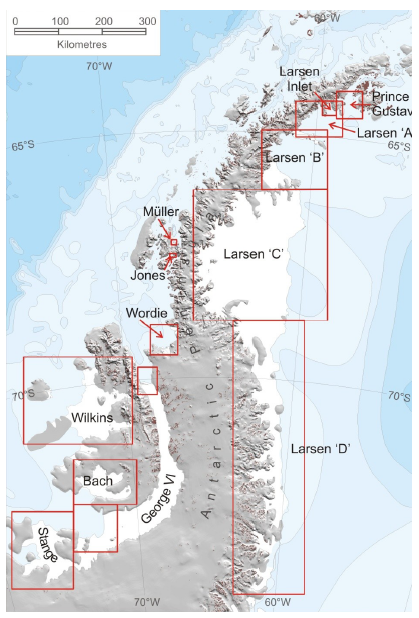
Обзор ледяных шапок Ларсена на Антарктическом полуострове

Климат берега Норденшельда представляет собой климат ледяной шапки, что означает, что все 12 месяцев в году средняя температура ниже 0°C. Вдоль Антарктического полуострова за последние 50 лет средняя температура повысилась на 3,4 градуса по Цельсию, а средняя зимняя температура на 6 градусов. Это делает регион Антарктиды одним из глобальных очагов изменения климата.
Из-за крутых гор, окружающих Антарктический полуостров, юго-западные ветра холодные и сильные. Отто Норденшельд, впервые во время шведской экспедиции в 1902 году, обнаружил, что эти ветра присутствуют на всём побережье полуострова. Эти сильные холодные ветра возникают из-за полупостоянного антициклона в море Уэдделла. Море Уэдделла — одна из самых холодных масс в океане. Это имеет тенденцию накапливаться в районе из-за эффекта запруживания высоких склонов на восточной стороне Антарктического полуострова. Берег испытывает барьерный эффект ветров в ответ на горы, преграждающие ему путь. Этот эффект означает, что скорость ветра может увеличиться до ураганной силы. Во время экспедиции 1902 года они зафиксировали такие ураганные ветра.
Изменения массы шельфового ледника вдоль побережья полуострова, включая берег Норденшельда, ускорились из-за изменения циркумполярных течений. Повышение температуры способствовало разрушению ледяного щита вдоль Антарктического полуострова. Таяние шельфового ледника Ларсена способствовало увеличению массы океана; шельфовые ледники Ларсена A и B, упавшие в 1995 и 2002 годах, имели значительную массу.
Затем северная часть Антарктического полуострова, включая берег Норденшельда, полуостров Тринити и расположенные рядом острова, особенно подвержена различным климатическим градиентам. На берегу Норденшельда мало дождей и ежегодный снегопад. Влажность может достигать высоких уровней при температурах выше точки замерзания.
Вечная мерзлота и сезонные оттепели являются основными индикаторами изменения климата. Существует корреляция между среднегодовыми температурами в Арктике и границами вечной мерзлоты на Антарктическом полуострове, а это означает, что повышение температуры влияет на массу вечной мерзлоты. Вечная мерзлота может выжить, если среднегодовая температура останется -2,5 °C. Из-за глобального потепления уровни вечной мерзлоты стали нестабильными, и по всей Антарктиде наблюдается историческая деградация уровней вечной мерзлоты.

## Ледяные шапки
Шельфовые ледники представляют собой постоянные плавучие ледниковые щиты, простирающиеся от антарктических массивов суши. Они состоят из медленного накопления льда, превращающегося в более крупные ледяные тела. На Антарктическом полуострове есть многочисленные шельфовые ледники, называемые Ларсен А, В и С. Шельфовый ледник Ларсена С на южной оконечности Антарктического полуострова до сих пор остается наиболее нетронутым. Поток затонувшего льда в Антарктический океан регулируется шельфовыми ледниками.
Ученые исследуют процессы, контролирующие влияние атмосферных изменений на шельфовые ледники. С помощью спутниковых альтиметрических исследований, которые регистрируют плотность и понижение поверхности шельфовых ледников, они могут лучше понять потерю массы на шельфах. Это позволяет дайверам и другим ученым лучше оценивать уровень моря.
Шельфовый ледник Ларсена А является продолжением берега Норденшельда; Ларсен Б расположен южнее. В 1995 году на шельфовом леднике Ларсена А произошло серьезное разрушение, что спровоцировало обрушение шельфового ледника Ларсена В в 2002 году. Затем это вызвало ускорение потока выходных ледников, впадающих в шельфовые ледники, что привело к постоянной потере массы. Шельфовый ледник Ларсен представляет собой узкую полосу плавучего льда между берегом Норденшельда и тюленьими . Вдоль берега Норденшельда и южнее есть шельфовые ледники меньшего размера, которые с тех пор остались нетронутыми. Шельфовые ледники остаются в четырех бассейнах вдоль побережья: Дрыгласки, Эджворт, Пайк и Шегрен. Все они теряют массу, кроме ледника Пайк. Обрушение шельфового ледника в 2002 году вызвало возмущение массивного ускоренного потока. Нестабильность массы шельфовых ледников можно проследить до изменений климата. Шельфовый ледник Ларсена B способствовал 17% массового истощения Антарктического полуострова. Уменьшение массы шельфовых ледников Ларсена А и Ларсена В способствовало изменению морского льда, атмосферы и океана. С изменением температуры меняются и шельфовые ледники; происходит ускоренное таяние, что впоследствии приводит к изменению объёма и температуры океана.